# Michael Walzer
Michael Walzer (* 3. března 1935, New York) je americký politický filosof, teoretik společnosti, vlivný publicista a kritický intelektuál. Zabýval se hlavně teorií lidských práv a spravedlnosti v globalizovaném světě, teorií spravedlivé války a možnostmi vojenské intervence, etikou a hodnotovým pluralismem. Bývá považován za komunitaristu, i když se k tomu sám nehlásí. Je emeritním profesorem a členem Institute for advanced study v Princetonu.

## Život
Walzer se narodil v rodině židovských emigrantů z východní Evropy, bakalářský titul z historie získal (s vyznamenáním) na Brandeis university roku 1956, v následujícím roce studoval jako stipendista Fulbrightovy nadace v Cambridge a roku 1961 získal doktorát politických věd na Harvardově univerzitě. V letech 1962-1966 přednášel na Princeton University a v letech 1966-1980 na Harvardově univerzitě. Od roku 1980 je emeritním členem School of social science, Institute for advanced study, Princeton, redaktorem časopisu Dissent a spoluvydavatelem Philosophy and Public Affairs, Political Theory a The New Republic. Vydal 27 knih a napsal přes 300 článků do mnoha časopisů v USA i ve světě. Značná část jeho knih vyšla i v různých překladech. V květnu 1998 obdržel Lucasovu cenu Evangelické teologické fakulty v Tübingen a v dubnu 2008 byl vyznamenán „Spinozovou čočkou“, prestižní holandskou cenou za etiku.

## Myšlení
Walzer se zabýval především etickými otázkami moderní politiky, společenské teorie, spravedlnosti a lidských práv, a to s důrazem na společenskou stránku člověka. Politická teorie nesmí podlehnout abstraktní obecnosti módních proudů, nýbrž musí respektovat myšlenkové i společenské tradice dané společnosti. Walzer je přísný kritik americké politiky, ale zároveň odpůrce paušálního odsuzování politické moci a politiků vůbec. Chápe mimořádné postavení Spojených států v současném světě především jako zavazující: Amerika může, a je tudíž také povinna bránit těm nejhorším porušováním lidských práv ve světě, v krajním případě i vojenskými prostředky. Nicméně i v takovém případě musí na své vojáky klást přísná měřítka, aby mohla své zásahy legitimovat.
Za legitimní pokládá Walzer například americkou intervenci ve druhé světové válce, v Afghánistánu nebo (s výhradami) v Bosně, naopak druhou intervenci v Iráku nikoli. Podle Walzera není těch nejhorších zločinů proti lidskosti dnes možná víc než jich bylo v minulosti, podstatný rozdíl je však v tom, že se těžko dají utajit. Tím víc je třeba, aby se i hájení lidských práv opíralo o jasnou a přesvědčivou teorii.
Walzerova teorie spravedlnosti vychází z představy, že moderní člověk žije v několika různých oblastech, jimž odpovídají i „sféry spravedlnosti“. Představa mechanické spravedlnosti jako rovnosti je neudržitelná a nežádoucí, společnost by však měla dbát na to, aby z vynikajícího postavení v jedné z oblastí (např. politické moci, bohatství, veřejné prestiže apod.) neplynulo privilegované postavení ve všech ostatních.

## Hlavní díla
- Revoluce světců. Studie o počátcích radikální politiky (The Revolution of the Saints: A Study in the Origins of Radical Politics. Harvard University Press, 1965) ISBN 0-674-76786-1
- Závazky: eseje o neposlušnosti, válce a občanství (Obligations: Essays on Disobedience, War and Citizenship. Harvard University Press, 1970) ISBN 0-674-63025-4
- Politické jednání (Political Action. Quadrangle Books, 1971) ISBN 0-8129-0173-8
- Spravedlivé a nespravedlivé války (Just and Unjust Wars. Basic Books, 1977, 4. vyd. 2006) ISBN 0-465-03705-4
- Sféry spravedlnosti (Spheres of Justice. Basic Books, 1983) ISBN 0-465-08189-4
- Exodus a revoluce (Basic Books, 1985) ISBN 0-465-02164-6
- Interpretace a sociální kritika (Interpretation and Social Criticism. Harvard University Press, 1987) ISBN 0-674-45971-7
- Občanská společnost a americká demokracie (německy, Rotbuch Verlag, 1992) ISBN 3-596-13077-8
- Tlustý a tenký. (Thick and Thin: Moral Argument at Home and Abroad. Notre Dame Press, 1994) ISBN 0-268-01897-9
- O toleranci (On Toleration, Yale University Press, 1997) ISBN 0-268-01897-9
- Pluralismus a demokracie (francouzsky, Editions Esprit, 1997) ISBN 2-909210-19-7
- Rozum, politika a vášeň (německy, Fischer Taschenbuch Verlag, 1999) ISBN 3-596-14439-6
- Židovská politická tradice I. (The Jewish Political Tradition, Vol. I Authority, s M. Lorberbaumem aj. Yale University Press, 2000) ISBN 0-300-09428-0
- Exilová politika v hebrejské Bibli (německy, Mohr Siebeck, 2001) ISBN 3-16-147543-7
- Politika a vášeň (Politics and Passion: Toward A More Egalitarian Liberalism. Yale University Press, 2004) ISBN 0-300-10328-X